# Кихелкона (општина)
Општина Кихелкона (ест. Kihelkonna vald) рурална је општина у северозападном делу округа Сарема на западу Естоније.
Општина обухвата крајњи северозапад острва Сареме са неколико суседних мањих острва (највећа су Нотама и Вилсанди) и заузима територију површине 245,94 km2. Граничи се са општинама Лане-Саре на југу и Мустјала на истоку.
Према статистичким подацима из јануара 2016. на територији општине живело је 750 становника, или у просеку око 3 становника по квадратном километру.
Административни центар општине налази се у селу Кихелкона у ком живи око 340 становника. 
На територији општине налазе се 42 села. 